# Pernes-les-Fontaines
Pernes-les-Fontaines is een gemeente in het Franse departement Vaucluse (regio Provence-Alpes-Côte d'Azur). Pernes-les-Fontaines telde op 1 januari 2022 10.433 inwoners. De plaats maakt deel uit van het arrondissement Carpentras.
In de plaats is een bekende geluidsstudio gevestigd, Studios La Buissonne, waar diverse albums voor ECM Records zijn opgenomen.

## Geschiedenis
In 968 werd Pernes de hoofdstad van de Comtat Venaissin. Tussen 1125 en 1274 was Pernes een bezit van de graven van Toulouse. De plaats is ontstaan op de rechteroever van Nesque maar breidde zich in de loop van de middeleeuwen uit op de linkeroever. De graaf van Toulouse liet een kasteel bouwen op een heuvel op de linkeroever en dit werd het nieuwe stadscentrum. Pernes was een ommuurde stad.
In 1274 werd Pernes een pauselijk bezit en een pauselijke rector bestuurde de Comtat Venaissin vanuit Pernes. In de 14e eeuw bracht paus Johannes XXII de hoofdstad van de Comtat Venaissin over naar Carpentras. Toch profiteerde Pernes van de nabijheid van het pauselijke hof in Avignon.  Ook in de 16e en 17e eeuw kende Pernes nog welvaart en de lokale adel en rijke burgers bouwden er hun stadspaleizen.
Al in de 12e eeuw had de stad een kleine Joodse gemeenschap. Vanaf 1504 werden zij verplicht te wonen in een aparte wijk.
In 1936 veranderde de gemeente Pernes haar naam in Pernes-les-Fontaines naar de vele bronnen (fontaines) in de stad.

## Geografie
De gemeente ligt aan de Nesque. Bij de gemeente hoort het dorp Valayans, dat in 2009 ongeveer 650 inwoners telde.
De oppervlakte van Pernes-les-Fontaines bedroeg op 1 januari 2022 51,12 vierkante kilometer; de bevolkingsdichtheid was toen 204,1 inwoners per km². 

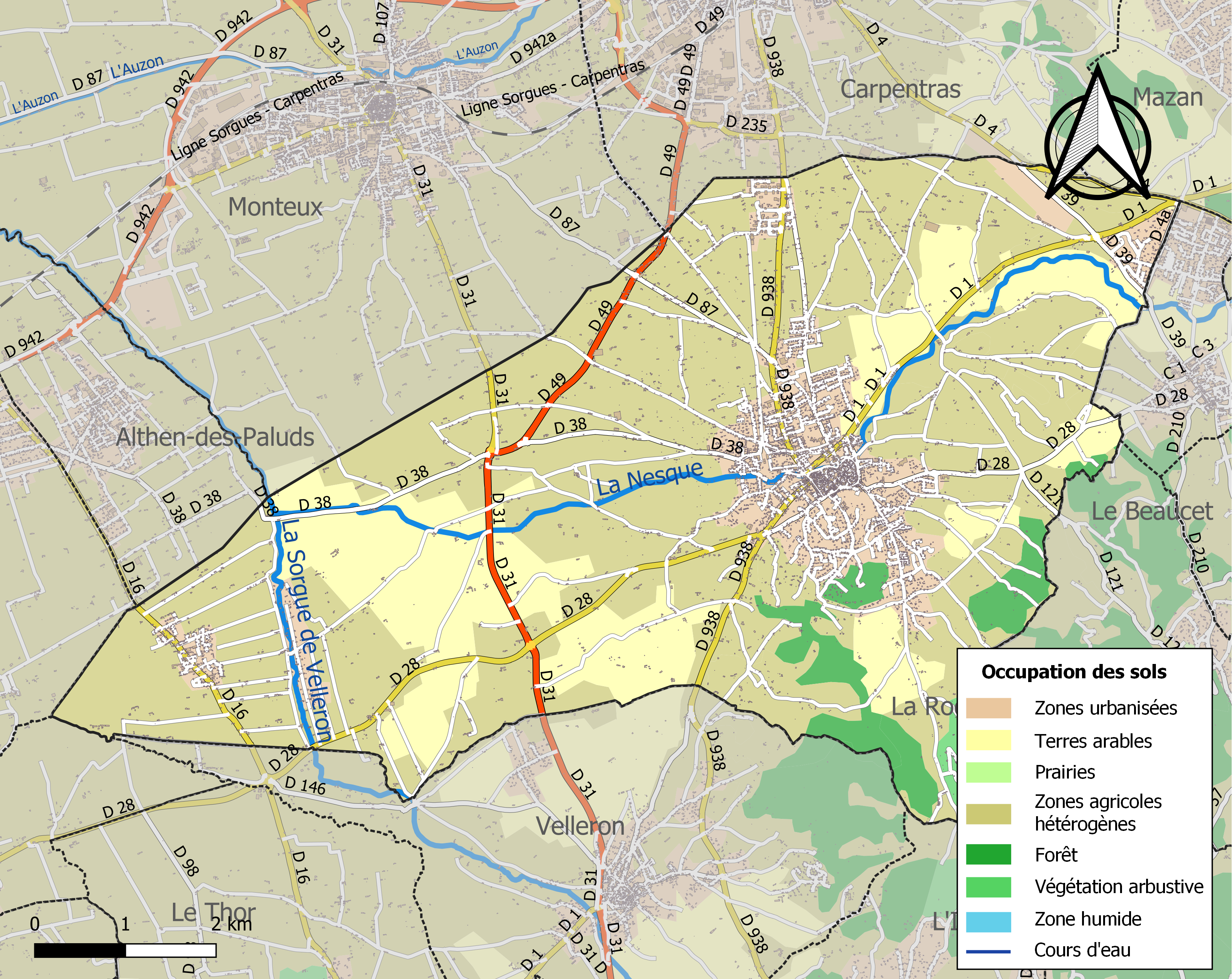
Kaart van de gemeente met belangrijkste infrastructuur, bodemgebruik en omliggende gemeenten

## Demografie
Onderstaande figuur toont het verloop van het inwonertal (bron: INSEE-tellingen).

## Bezienswaardigheden

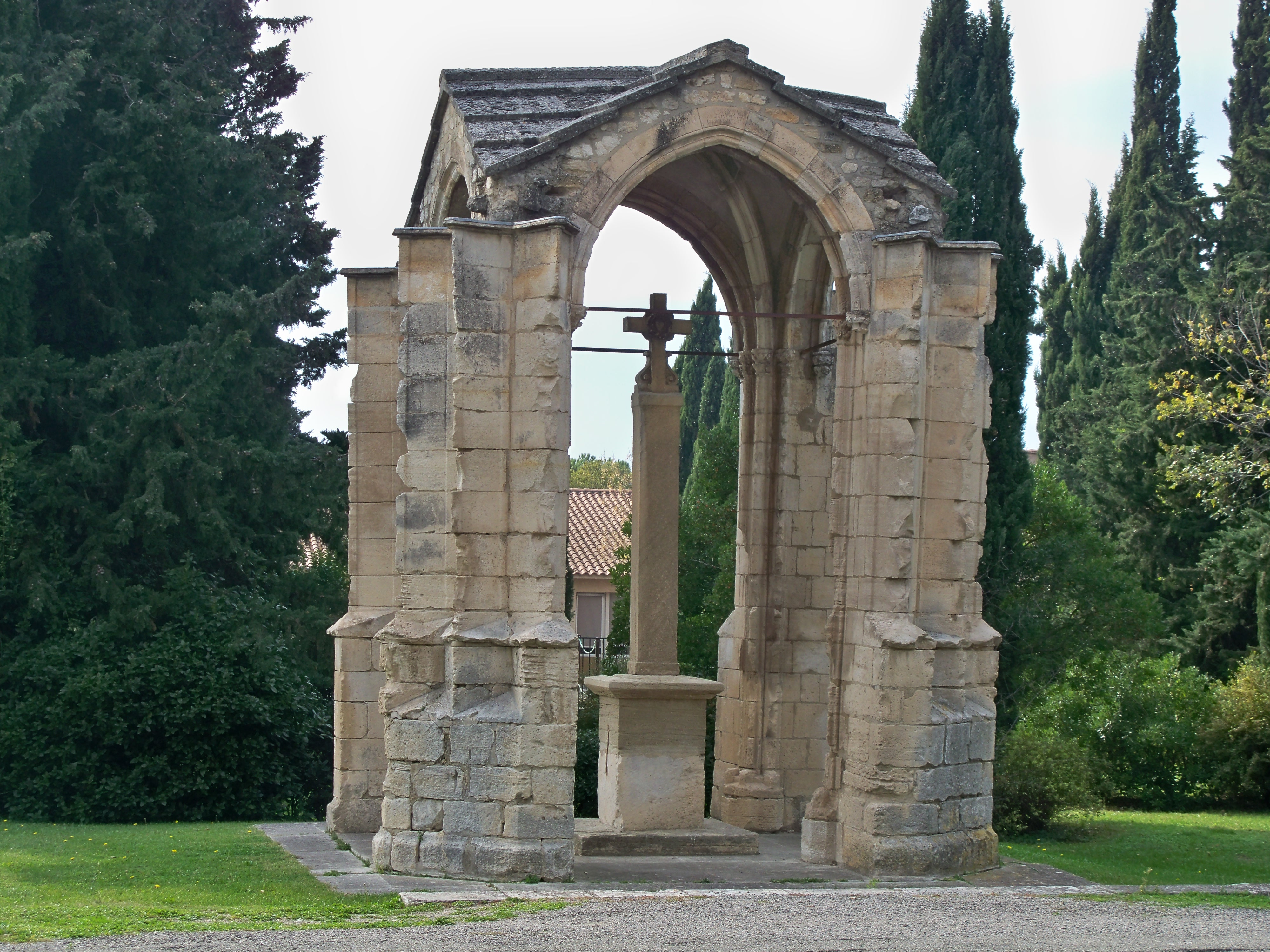
Kruis van burgemeester Boët in Pernes-les-Fontaines (Frankrijk)

Drie Middeleeuwse stadspoorten zijn goed bewaard; ze stammen uit de tijd dat Pernes-les-Fontaines behoorde tot Comtat Venaissin. Uit deze tijd stamt de Ferrandetoren, een toren van de Orde van Sint-Jan.
De gemeente is bekend voor zijn 40 bronnen, waarvan de Fontaine du Cormoran (1761), de Fontaine du Gigot (1757), de Fontaine de l’Ange (1750) en de Fontaine Victor Hugo de bekendste zijn. Een andere bezienswaardigheid is het Kruis van Boët, een middeleeuws gebouwtje dat een kruis overspant.

## Geboren
- Édouard Buisson d'Armandy (1794-1873), militair
- Jean Ragnotti (1945), rallyrijder